# Gerlafingen
Gerlafingen (toponimo tedesco; fino al 1939 Niedergerlafingen) è un comune svizzero di 4 988 abitanti del Canton Soletta, nel distretto di Wasseramt.